# Vita (rapper)
LaVita Gwendolyn Raynor também conhecida como Vita, inicialmente conhecido como Hot Totti, (Plainfield, Nova Jersey, 27 de janeiro de 1976 ) é uma rapper feminina.

## Biografia
LaVita Gwendolyn Raynor, Nasceu em  27 de janeiro de 1976 na cidade de Plainfield no estado de Nova Jersey , Estados Unidos. Ela participou do álbum "Irv Gotti Presents The Murderers" , nas canções "Down 4 U" e "Here We Come" e também com uma música solo dela, accomapnied e um vídeo chamado "Vita, Vita, Vita". Seu álbum "La Dolce Vita" nunca foi lançado, pois o primeiro single "Justify My Love" não alcançando sucesso esperado. Isto é provavelmente porque Madonna re-gravou essa música original, quando ela gravou uma versão com seu rap, mas Madonna fez uma versão em exatamente o mesmo estilo como ela. Atualmente Vita reside em Nova Jersey , Ela Cresceu em Plainfield , Nova Jérsia , Vita tem duas irmãs mais velhas e dois irmãos mais velhos, seu pai nasceu na Bermuda.Ela é meio-bermudense e metade afro-americano.Uma de suas irmãs  Kima Raynor, anteriormente do grupo Total atualmente reside em Nova Jérsia com sua mãe, Marie Raynor.

## Discografia

### Álbuns de estúdio
| Título | Detalhes |               |                                                                                         |
| ------ | -------- | ------------- | --------------------------------------------------------------------------------------- |
| Título | Detalhes | La Dolce Vita | - Lançado: Não Lançado - Gravadora: Murder Inc Records - Formatos: CD, digital download |

### Mixtapes
| Título   | Detalhes                                                                                   |
| -------- | ------------------------------------------------------------------------------------------ |
| Pre-cumm | - Lançado: 08 de maio de 2012 - Gravadora: Murder Inc Records - Formatos: Digital download |

### Canções
- Mobb Deep 's "Burn".
- N * E * R * D estreando o single, "Lapdance".
- Colaborou com rapper Ja Rule nos singles "Down 4 U" e "Put It On Me"
- Em 1998, ela interpretou um pequeno papel como "Kionna" no filme Belly e na trilha sonora em uma faixa chamada "Two Sides".
- Em 2000, ela participou da trilha sonora de Next Friday com o rapper Ja Rule em uma faixa chamada "We Murderers Baby".
- Cantou os singles "Good Life (Remix) e "Put It on Me (Remix)"  que fazem parte da trilha sonora de The Fast and the Furious.

## Filmografia
| Ano  | Título               | Personagem |
| ---- | -------------------- | ---------- |
| 1998 | Belly - Barra Pesada | Kionna     |
| 2005 | Blue Sombrero        | Angelina   |